# 龍家昇
龍家昇（英語：Kasing Lung，1972年12月31日—），比利時籍香港插畫家及玩具設計師，現為泡泡瑪特旗下設計師之一。

## 背景
龍家昇生於香港元朗一雜姓原居民村落。1960年代香港農業式微觸發原居民移民潮，其父母於是移民荷蘭中部城鎮烏特勒支經營下舖上居的中式餐館謀生，更因業務繁忙而將年幼的他送回留守元朗村落的祖父母照顧，亦由母親安排入讀區內鐘聲學校至二年級，以便打好中文根基和將來容易取得香港身份證。1978年初隨兩人到荷蘭烏特勒支生活，但完全不諳當地語言，加上未能追趕學習進度，必須從小一讀起且留班一年，共讀了三年一年級，並經補習老師指導而閱覽大量歐洲繪本、青年文學（北歐神話或神怪民間故事）等，以視覺語言來輔助吸收；翻看《姊妹》雜誌、金庸小說（尤其《笑傲江湖》）作為繼續學習中文的動力。另外，基於那段成長時間裡，母親常常購票讓他跟弟妹到隔壁戲院看電影，自己除了接觸不少舞台劇或音樂劇，又收藏張國榮、李歐納·柯恩、電台司令、披頭四樂隊等歌手的黑膠唱片及電影作品，故漸漸對影像語言與構圖美學產生濃厚興趣，影響日後的藝術創作。即使十三歲就要協助處理餐館點餐和幫忙收銀，卻未如父親所願接手生意。中學時期本想攻讀電影課程，最終還是考慮經濟因素升讀美術學院，修習美術設計、攝影、印刷、雕塑等多個範疇。
1997年，龍家昇從荷蘭的美術學院畢業（1995年）後回流香港任職插畫家，替文化傳信（《龍虎門》漫畫助手）、廣告公司、科技網站等繪畫插圖。2003年，嚴重急性呼吸系統綜合症疫情肆虐致市況低迷，所以選擇回去歐洲涉足電影製作、為出版社繪畫繪本維生，與女友一起於比利時生活，更憑作品《Mama is Weg》在同年一項繪本大賽中得到插畫大獎。2010年毅然離開當地，應藝術玩具品牌「How2work」邀請回港合作，將發展地區定為台灣，參與開發玩具產品 —— 《玩具森林》手指玩偶系列，以《Milk誌》連載其故事繪本。雖然首三年未見成績，收入近乎零，曾萌生退出念頭，打算回比利時另覓工作。可是經妻子、同事 Tommy 及「How2work」老闆李浩維（Howard）一番鼓勵後繼續留港發展，並於2011開始發佈其繪本和可供收藏的人偶系列。2013年，在《Milk誌》刊載另一專欄插畫故事《小昇球互聯網》，且透過台灣流行風出版社推出首部個人華文繪本《我的小星球》；翌年再跟女作家布麗吉特·明尼（Brigitte Minne）合作推出繪本系列《Lizzy Wil Danssen》，曾獲翻譯成不同語文版本，在歐、亞兩地發行。
2014年，龍家昇嘗試把 Labubu、Zimomo 等在與 How2work 合作前受北歐神話啟發而創作的角色拿出來，於2015年設計出「The Monsters」精靈系列，亦陸續推出了三部用精靈世界為主題的中文版黑白繪本《神秘的布卡》（2015年）、《柏度與少女》（2016年）及《米羅安魂曲》（2017年）。2017年，眼見拉布布開始取得成功，時機成熟便決定移師香港開拓市場，假海港城舉辦第一次個人展覽，穿梭世界各地不同畫廊展示作品。直至2019年，正式與泡泡瑪特簽訂獨家授權協議，計劃將「The Monsters」精靈天團實體化，打造成旗艦智慧財產權。2024年，因泡泡瑪特限量兼盲盒的行銷手法、南韓女團 BLACKPINK 成員 Lisa 熱捧，以及 TikTok、YouTube、Instagram 等社群媒體開箱風潮，令重新設計的拉布布蜚聲國際。縱使個人名氣日漸俱增，仍跟妻女定居比利時安特衛普，為家庭、事業兩邊奔波。2025年，斥資1,852萬港元，購入觀塘新式工廈海傲27樓、兩個面積合共3661方呎的單位作為工作室。

## 作品

### 繪本
- 《我的小星球》（2013年11月12日、流行風出版社、ISBN 978-986-306-120-5）
- 《Lizzy Wil Danssen》（2014年2月3日、獨角獸出版社【De Eenhoorn BV（維爾斯貝克）】、ISBN 978-905-838-927-5）
- 《Lizzy Leert Zwemmen》（2015年2月16日、獨角獸出版社、ISBN 978-946-291-004-1）
- 《Max is niet moe: Hij moet nog een hoge toren bouwen》（2015年2月16日、獨角獸出版社、ISBN 978-946-291-005-8）
- 《Lizzy Leert Fietsen》（2015年8月14日、獨角獸出版社、ISBN 978-946-291-041-6）
- 《神秘的布卡》（2015年10月、How2work、ISBN 978-986-306-120-5）[40]
- 《柏度與少女》（2016年11月、How2work）
- 《米羅安魂曲》（2017年11月、How2work）
- 《精靈三部曲》（2019年3月30日、How2work）[41]

## 備註
1. ↑  香港原居民籍貫一律隸屬寶安[1]。

## 外部連結
- 龍家昇的Instagram帳戶
- 龍家昇的X（前Twitter）
- 龍家昇的新浪微博
- 龍家昇的Facebook專頁（私人）
- YouTube上的kasing lung頻道
- Kasing Lung Biography (including SOLO EXHIBITIONS & GROUP EXHIBITIONS)